# Gandaritis
Gandaritis là một chi bướm đêm thuộc họ Geometridae.

## Các loài
- Gandaritis agnes (Butler, 1878)
- Gandaritis atricolorata (Grote & Robinson, 1866)
- Gandaritis evanescens (Butler, 1881)
- Gandaritis fixseni (Bremer, 1864)
- Gandaritis flavata Moore, [1868]
- Gandaritis flavescens (Xue, 1992)
- Gandaritis flavomacularis (Leech, 1897)
- Gandaritis impleta (Xue, 1990)
- Gandaritis maculata (Swinhoe, 1894)
- Gandaritis octoscripta (Wileman, 1912)
- Gandaritis placida (Butler, 1878)
- Gandaritis postalba (Wileman, 1920)
- Gandaritis powellata (Ferguson & Choi)
- Gandaritis pseudolargetaui (Wehrli, 1933)
- Gandaritis pyraliata (Denis & Schiffermüller, 1775)
- Gandaritis sinicaria (Leech, 1897)
- Gandaritis subalba (Prout, 1941)
- Gandaritis tricedista (Prout, 1938)
- Gandaritis tristis (Sterneck, 1928)
- Gandaritis whitelyi (Butler, 1878)